# Cabrobó (ort)
Cabrobó är en ort i Brasilien.   Den ligger i kommunen Cabrobó och delstaten Pernambuco, i den östra delen av landet, 1 200 km nordost om huvudstaden Brasília. Cabrobó ligger 327 meter över havet och antalet invånare är 16 096.
Terrängen runt Cabrobó är platt. Det finns inga andra samhällen i närheten.
Omgivningarna runt Cabrobó är huvudsakligen savann. Runt Cabrobó är det mycket glesbefolkat, med 7 invånare per kvadratkilometer.